# Armstrong oscillator
De Armstrong-oscillator is een elektronische oscillatorschakeling waarbij de afgestemde kring wordt gevormd door een transformator in parallel met een condensator. Het is een van de eerste oscillators, uitgevonden door de Amerikaanse ingenieur Edwin Armstrong in 1912. Armstrong gebruikte hem als basis voor het door hem uitgevonden regeneratieve circuit, dat gebruikt wordt voor amplitude modulatie bij radiosignalen.

## Werking

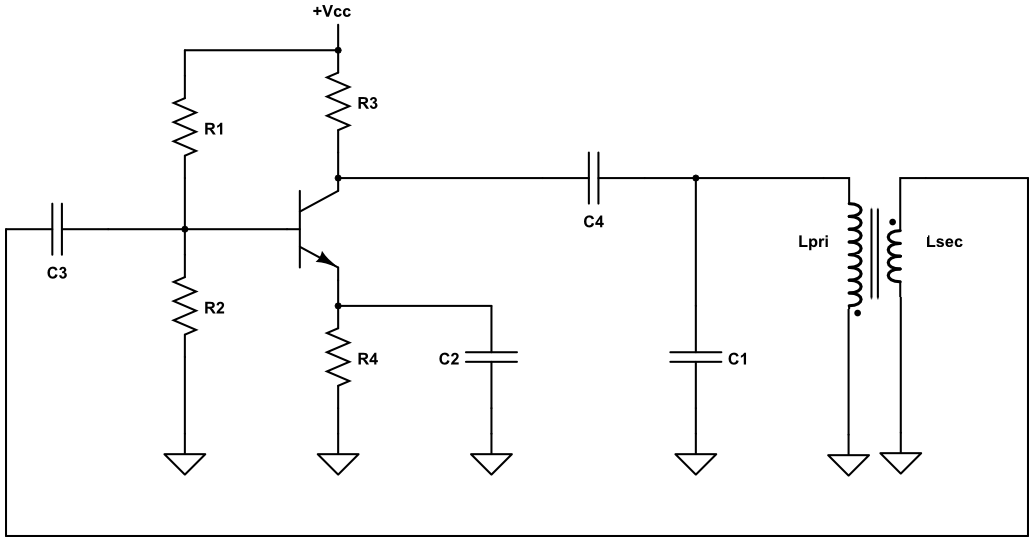
Voorbeeld van een Armstrong-oscillatorschakeling.

De frequentie van de oscillator wordt bepaald in de afgestemde kring, meer bepaald door de inductie van de eerste spoel in parallel met de condensator. Een deel van het signaal wordt vervolgens teruggeschakeld. Hiervoor geldt: 
{\displaystyle f_{r}={\frac {1}{2\pi {\sqrt {LpriC1}}}}}
Tegenwoordig wordt als versterkend element voornamelijk gebruikgemaakt van een transistor of van een FET. Armstrong maakte in zijn origineel ontwerp gebruik van een elektronenbuis.

### Voordelen
- Het produceert een stabiele frequentie;
- Het produceert een stabiele amplitude;
- De frequentie kan geregeld worden door gebruik te maken van een regelbare condensator.

### Nadelen
- De grootte van de transformator;
- De kosten van de transformator.